# 李応章
李応章（り おうしょう、1897年 - 1954年）は、台湾彰化県二林鎮出身の医者。1925年（大正14年）6月28日「二林蔗農組合」を組織し、甘蔗栽培農家を率いて「林本源製糖株式会社」に対抗した、いわゆる二林事件を率いた。

## 二林事件の首謀者として
二林事件とは、日本統治時代の台湾彰化二林地区で発生した待遇改善を求める甘薯農家らによる農民運動であり、その後の台湾の農民運動の嚆矢となった事件である。この事件の背景は、以下のとおりである。1923年（大正12年）から二林地区の甘蔗農民は、「林本源製糖株式会社」の渓洲製糖工場に甘蔗の価格を引き上げるよう要求を続けていたが、工場からの回答は得られなかった。そこで1925年（大正14年）1月1日、二林地区出身の医師であった李応章等が中心となり、甘蔗農民らの力を結集すべく農民大会を開いた。6月28日には李が総理となり二林蔗農組合として正式に組織された。会員は400名余りだった。これは台湾で最初の農民運動である。10月6日には、李等は会社に対し、①台湾総督府機関による買付期日の決定、②刈り取り前の買付価格を公示すること、③肥料は甘蔗農民が自由に購入できるようにるすこと、④双方の協議による買付価格の決定、⑤刈り取った甘蔗の重量を検査する時は双方が一緒に監視することを要求した、しかし会社はこの要求を拒否。10月22日、林本源製糖会社が刈り取りと強制買付けを実行した。二林地区の甘薯農家がこれに反発し、警察との衝突に発展した。警察は、総勢400名余を逮捕した。事件の中心人物である李は、1927年4月に懲役8ヶ月の有罪判決を言い渡された。

## 二林事件後の略歴
- 1932年（昭和7年）、中国大陸福建省厦門に潜入。
- 1943年（昭和18年）、上海の日本租界に定住して李偉光と改名。密かに中国共産党と連絡を取り、施石青、郭星如などとともに「台湾解放連盟」を結成。
- 1945年、中国共産党の地下工作員である張志忠（中国語版）、蔡孝乾（中国語版）などが台湾に渡るのを援護した。
- 1949年、「台湾解放連盟」政協代表兼上海台湾同郷会会長に就任した。
- 1954年、中国の全国人民代表大会代表となったが、間もなく病死した。